# 布爾季伊
48°43′16″N 28°31′38″E / 48.72111°N 28.52722°E
布爾季伊（烏克蘭語：Бурдії），是烏克蘭的村落，位於該國西南部文尼察州，由圖利欽區負責管轄，始建於1729年，面積0.45平方公里，海拔高度320米，2001年人口40，人口密度每平方公里88.11人。